# Neoplan N4021
Zasugerowano, aby ten artykuł podzielić na różne artykuły.
Neoplan N4021 − miejski niskopodłogowy (Neoplan N4021NF/Neoplan N4021td) lub niskowejściowy ("Neoplan N4021") autobus przegubowy, produkowany przez fabryki firmy  Gottlob Auwärter GmbH & Co. oraz zakłady licencyjne.

## Historia modelu

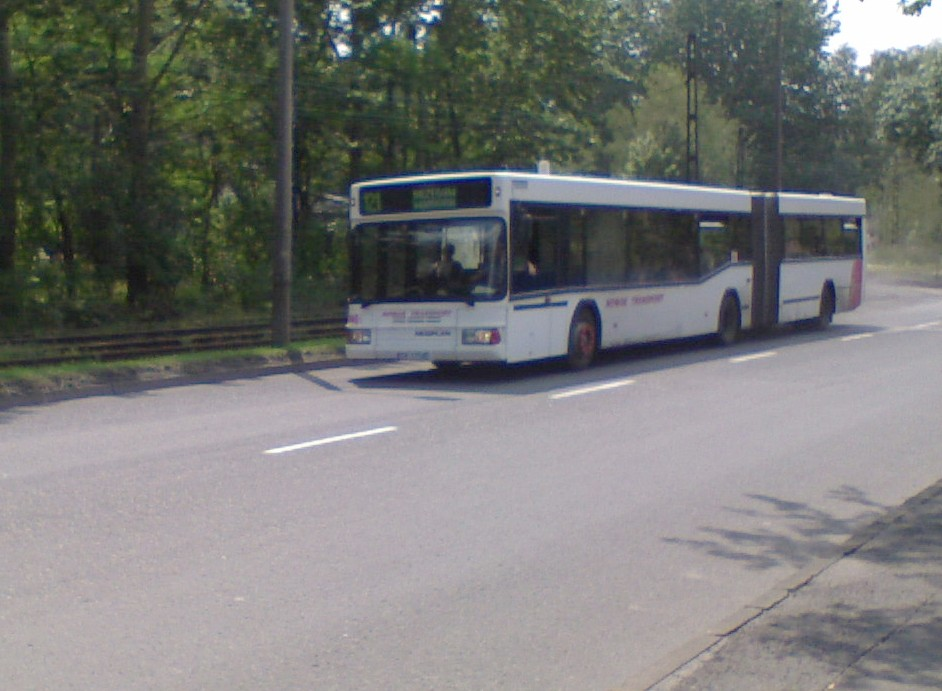
Neoplan N4021 z firmy Nowak Transport

Przez zakłady niemieckie produkowany w latach 1988-1998 (kilkukrotnie modernizowany). W Polsce produkowany w latach 1998-1999 przez Neoplan Polska. Powstały tu jedynie 22 sztuki tego modelu.

## Neoplan N4021 w Polsce
Pomimo iż autobusy "Neoplan N4021" łatwo spotkać w polskich miastach, znikoma ich część pochodzi z produkcji krajowej. W fabryce w Bolechowie nigdy nie produkowano autobusów N4021 w wersji niskowejściowej (z poziomo usytuowanym silnikiem).